# دم‌بادبزنی کاکرل
دم‌بادبزنی کاکرل (نام علمی: Rhipidura cockerelli) نام یک گونه از سرده دم‌بادبزنی است.